# كوستا كوفي

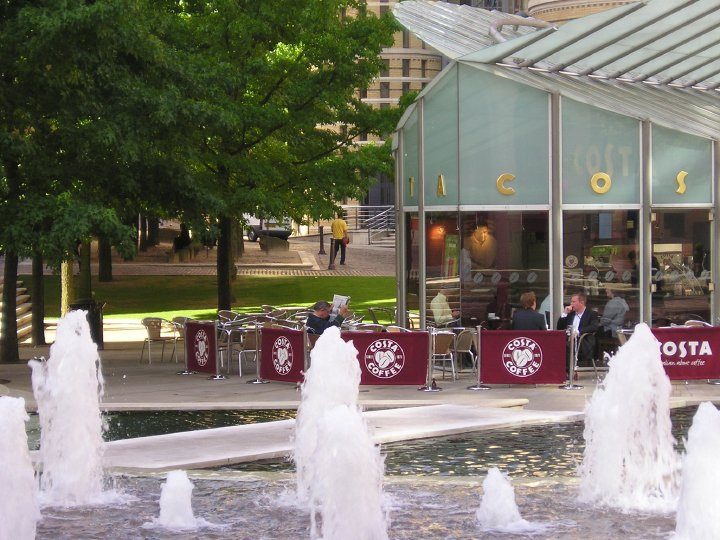
فرع لكوستا كوفي في برمينغهام، المملكة المتحدة

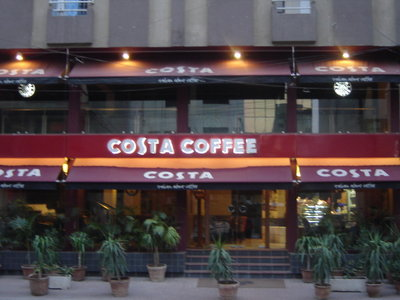
فرع لكوستا كوفي في كراتشي، باكستان

كوستا كوفي (بالإنجليزية: Costa Coffee) شركة مقاهي متعددة الجنسيات مقرها الرئيس في دونستبل، المملكة المتحدة. وهي أكبر سلسلة مقاهي في المملكة المتحدة وثاني أكبر سلسلة مقاهي في العالم (بعد ستاربكس). ، اشترت كوكاكولا السلسلة مقابل 3.9 مليار جنيه استرليني في عام 2019 .
تأسست كوستا كوفي في لندن عام 1971 من قبل الاخوين الإيطاليين سيرجيو وبرونو كوستا، ومنذ عام 1995، نمت السلسلة إلى أكثر من 3401 متجر في 31 دولة.

## لمحة تاريخية
تأسست كوستا كوفي لأول مرة في بلدة لامبيث بمدينة لندن في إنجلترا عام 1971 على يد الأخوين الإيطاليين سيرجيو وبرونو كوستا، وبمعاونة اخيهم الاصغر جينت كارلو، كانت عائلتهم قد نزحت إلى إنجلترا من مدينة بارما بإيطاليا في ستينيات القرن العشرين. بدأت كوستا كوفي كمحمصة للقهوة كانت تقوم بتوريد القهوة المحمصة لمتعهدي المطاعم والمقاهي الإيطالية المتخصصة، ثم اتجه الاخوان كوستا لبيع القهوة الجاهزة فافتتحا أول مقهى لهم في عام 1978 في شارع فوكسهول بريدج بلندن. توسعت سلسلة مقاهي كوستا كوفي بعد ذلك لتضم 41 مقهى ومطعم في المملكة المتحدة في عام 1995.
استحوذت شركة ويتبريد بي إل سي التي تخصصت في إدارة الفنادق والمقاهي في عام 1995 على سلسلة مقاهي كوستا كوفي. وفي ديسمبر 2009 استحوذت كوستا كوفي على سلسلة مقاهي كوفي هيفن البولندية مقابل 36 مليون جنيهًا إسترلينيًا، لتضيف بذلك 79 فرعًا لها في وسط وشرق أوروبا.
باعت شركة ويتبريد بي إل سي سلسلة مقاهي كوستا كوفي في 3 يناير 2019 لشركة كوكاكولا للمشروبات مقابل 3.9 مليار جنيهًا إسترلينيًا (أو ما يعادل حوالي 5.1 مليار دولارًا أمريكيًا).
تم افتتاح أكبر محمصة كوستا كوفي في عام 2017.
أُجبرت جميع المقاهي في المملكة المتحدة ومن بينها سلسلة مقاهي كوستا كوفي في مارس 2020 على الإغلاق إلى أجل غير مسمى كجزء من الإجراءات التي اتخذتها الدولة للحد من انتشار جائحة فيروس كورونا، ثم أعيد فتح عدد قليل من الفروع للعمل بشكل جزئي في أواخر مايو من نفس العام.

## قوائم المشروبات والأطعمة
تبيع سلسلة مقاهي كوستا كوفي في فروعها:
- المشروبات الساخنة: مثل القهوة، والشاي، والشوكولاتة الساخنة.
- المشروبات الباردة: وتتضمن الفروستينو ومبردات الفاكهة.
- الوجبات الخفيفة: وتتضمن الساندويتشات ووجبات الإفطار.
- الوجبات الخفيفة من الحلوى: ومنها ألواح الشوكولاتة، ورقائق الويفر.
- الكعك والمعجنات: وتتضمن الكعك، والبراوني والكرواسون.

## التشغيل والعمليات
تنتشر فروع المقهى في كثير من دول العالم منها:
بريطانيا: 760 مقهى، بلغاريا، الصين، كرواتيا، قبرص، التشيك، اليونان، الهند، أيرلندا، بولندا، باكستان، رومانيا، روسيا، صربيا، إسبانيا، الجبل الأسود، تركيا.
أما الدول العربية، فمقاهي كوستا واسعة الانتشار، الدول التي تتواجد فيها كوستا كافيه في العالم العربي:
السعودية، الكويت، الإمارات، البحرين، قطر، سلطنة عمان، الأردن، لبنان، سوريا، مصر،ليبيا.

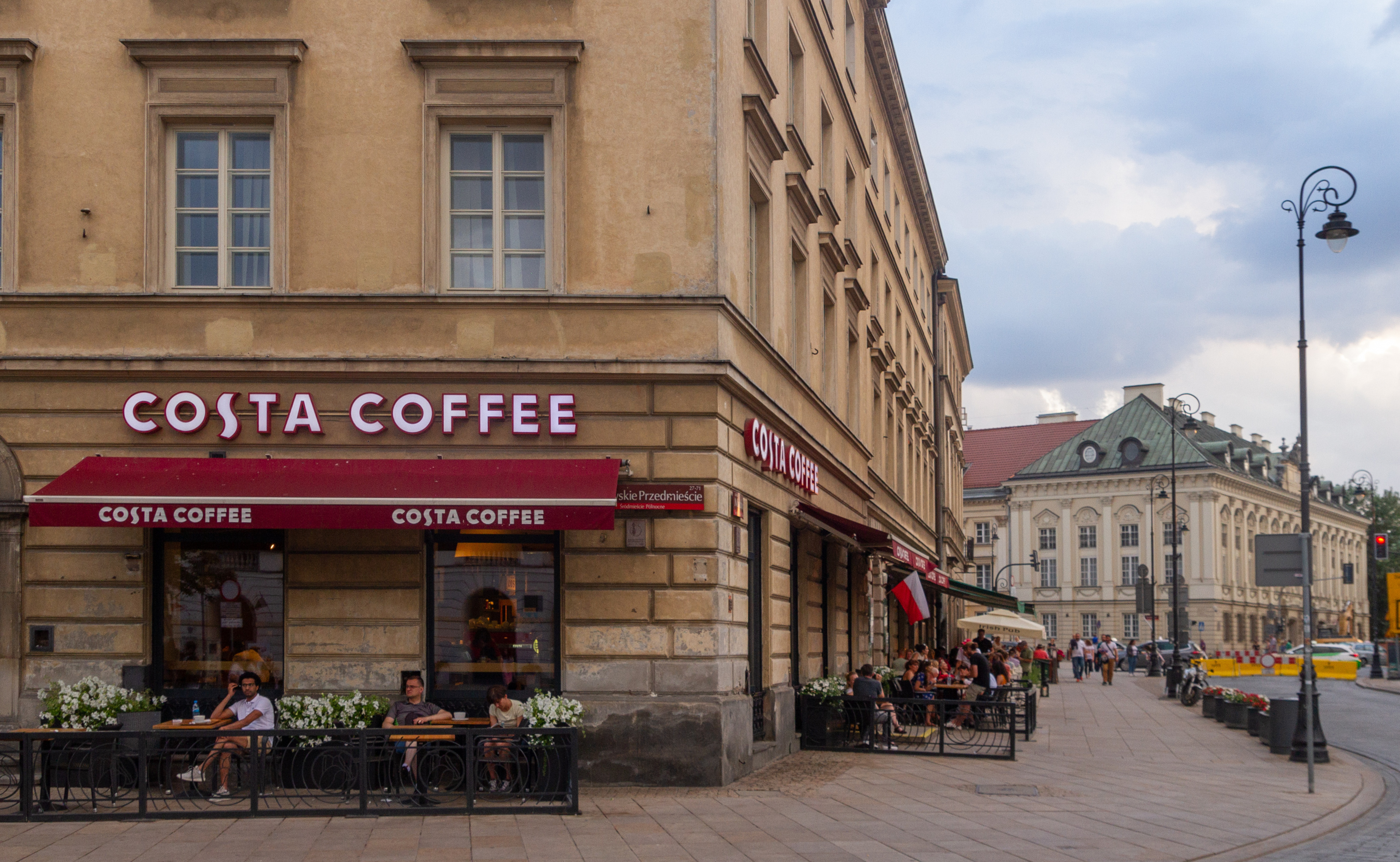
مقهى كوستا في العاصمة البولندية وارسو

تدير كوستا كوفي حاليًا 3882 مقهى ومطعم في 32 دولة حول العالم، منها 2467 مطعمًا في المملكة المتحدة وحدها، و1413 مقهى خارج المملكة المتحدة. افتتح أول مقهى من سلسلة كوستا كوفي خارج المملكة المتحدة في عام 1999 في الإمارات العربية المتحدة. وفي سبتمبر 2017 كان كوستا كوفي في الإمارات العربية المتحدة هو أول مقهى في العالم يبدأ في تقديم القهوة باستخدام طائرات بدون طيار للعملاء الذين يأخذون حمامات الشمس على شواطئ دبي.
افتتحت كوستا كوفي في عام 2009 مقهاها رقم 1000 في مدينة كارديف في ويلز.
يوضح الجدول التالي عدد مقاهي كوستا كوفي في كل دولة من الدول التي تتواجد فيها:
| المملكة المتحدة          | 2,467 |       |   |
| بولندا                   | 147   |       |   |
| أيرلندا                  | 114   |       |   |
| جمهورية التشيك           | 55    |       |   |
| روسيا                    | 35    |       |   |
| المجر                    | 28    |       |   |
| إسبانيا                  | 25    |       |   |
| بلغاريا                  | 21    |       |   |
| لاتفيا                   | 11    |       |   |
| مالطا                    | 11    |       |   |
| فرنسا                    | 8     |       |   |
| البرتغال                 | 5     |       |   |
| سلوفاكيا                 | 3     |       |   |
| ألمانيا                  | 1     |       |   |
| الصين                    | 459   |       |   |
| الإمارات العربية المتحدة | 150   |       |   |
| الهند                    | 57    |       |   |
| المملكة العربية السعودية | 56    |       |   |
| الكويت                   | 51    |       |   |
| قطر                      | 30    |       |   |
| قبرص                     | 24    |       |   |
| البحرين                  | 23    |       |   |
| سلطنة عمان               | 22    |       |   |
| الفلبين                  | 16    |       |   |
| كازاخستان                | 12    |       |   |
| ماليزيا                  | 7     |       |   |
| كمبوديا                  | 4     |       |   |
| الأردن                   | 4     |       |   |
| إندونيسيا                | 1     |       |   |
| لبنان                    | 1     |       |   |
| فييتنام                  | 1     |       |   |
| تايلاند                  | 1     |       |   |
| مصر                      | 44    |       |   |
| المغرب                   | 3     | ليبيا | 4 |

### كوستا إكسبريس

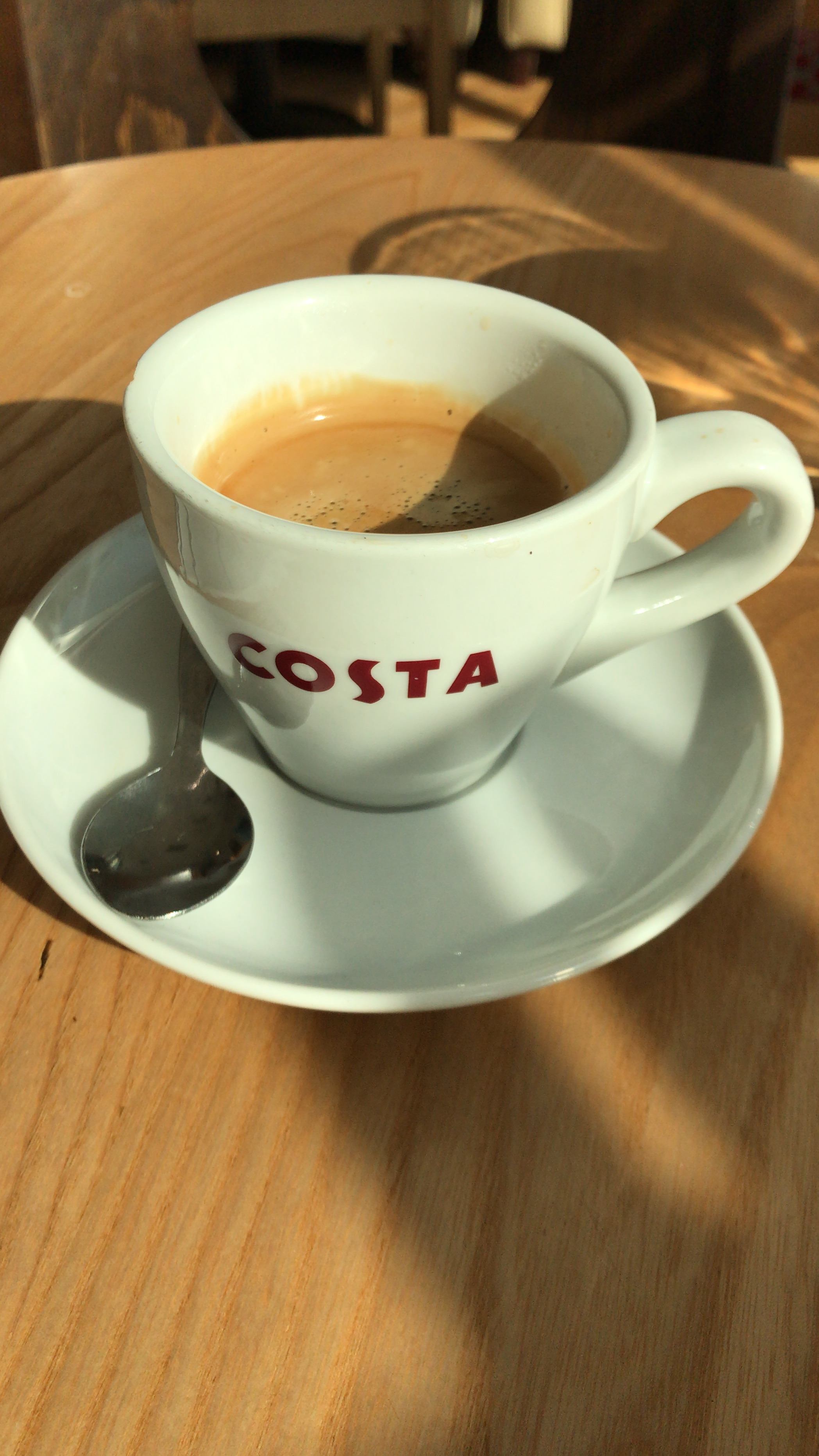
فنجان اسبريسو من كوستا بمستشفى الملكة إليزابيث في برمنغهام

استحوذت شركة ويتبريد على شركة كوفي نيشن المالكة لماكينات صنع القهوة السريعة في محطات الوقود والمستشفيات والجامعات مقابل 59.5 مليون جنيهًا إسترلينيًا، وقامت بوضع اسم كوستا على الماكينات. وتمتلك الآن كوستا كوفي ما يزيد عن 6000 منفذ بيع تابع لكوستا إكسبريس في المملكة المتحدة، ونحو 1.280 منفذًا إضافيًا في خارج المملكة المتحدة (منها 460 في الصين وحدها).

## العمالة
توظف سلسلة مقاهي كوستا كوفي ما يزيد عن 18412 موظفًا في فروعها حول العالم.يعتبر جينارو بيليشيا هو المتذوق الرسمي لسلسلة مقاهي كوستا كوفي، حيث يتذوق ويختار القهوة المناسبة لسلسلة مقاهي كوستا كوفي، وقد تم التأمين على لسانه بمبلغ قيمته 10 ملايين جنيهًا استرلينيًا لدى شركة شركة لويدز في لندن عام 2009.

## جائزة كوستا كوفي
تمنح سنويًا جوائز كوستا للكتاب (التي كانت تعرف فيما سبق باسم جوائز ويتبريد للكتاب) برعاية كوستا كوفي منذ عام 2006.

## وصلات خارجية
- الموقع الرسمي
- Costa Business
- Costa Coffee at Motorway Services
- Costa Book Awards website
- Costa Foundation website نسخة محفوظة 5 يوليو 2008 على موقع واي باك مشين.
- فروع كوستا كوفى في مصر